# ハンファオーシャン
ハンファオーシャン(Hanwha Ocean、旧:大宇造船海洋(テウぞうせんかいよう))は、大韓民国の造船会社。大韓民国の造船ビッグ3の一社でもある。

## 歴史
1973年10月11日に大韓造船公社が設立される。1994年に大宇重工業に合併されるが、大宇財閥が解体され、2000年に大宇重工業は、大宇総合機械（現斗山インフラコア）、大宇造船海洋、清算法人大宇重工業に分割された。大宇造船海洋は業務改善計画が終了したため、最大株主である韓国産業銀行は会社を売却することを決定した。
2008年10月から売却入札が実施され、買収合戦ではポスコ＝GSグループ、現代重工業、ハンファの三つ巴であったが、GSグループがコンソーシアムを離脱したために決裂しポスコは入札資格を失う。結局は火薬メーカーであるハンファが優先交渉者に選定されるも、ハンファの資金調達の低迷と韓国産業銀行との意見の相違により、最終的に2009年1月22日に交渉は決裂した。韓国産業銀行はこれに応じて分割売却も検討していることを明らかにした。その後、リーマン・ショックに伴う景気減速により、売却話は一旦立ち消えとなったが、2013年には大宇造船筆頭株主の韓国産業銀行が保有する31.5%の株式取得に、ロシアの石油企業ロスネフチと銀行グループが関心を示していると伝えられるようになった。ただし、韓国政府は、大宇造船海洋が防衛産業に携わる企業であることを考慮し、外国企業への売却を認めない方針を打ち出している。2015年に2年間にわたって不正会計により隠蔽してきた2兆4000億ウォンの赤字を計上し、2015年の営業損益を4409億ウォンの黒字から7784億ウォンの赤字に、2014年の営業損益も4711億ウォンの黒字から7429億ウォンの赤字にそれぞれ修正した。
2019年3月8日、大宇造船の株主である韓国産業銀行と現代重工業は、大宇造船海洋の売却に関する本契約を締結し、現代重工業グループ入りすることになった。韓国産業銀行と現代重工業が新たに持ち株会社、韓国造船海洋を設立。傘下に現代系の造船3社と大宇が入る予定。ただし、国内における承認後に日本や中国、欧州で独占禁止法を所掌する当局の許可を得る必要があり、長い時間がかかる見込み。しかし、欧州連合の当局が許可を出さなかったことで現代重工業による買収は頓挫した。
2020年6月、カタール国営石油会社との間で、LNG運搬船100隻に対するスロット契約（本契約前のドック予約）を大宇造船海洋、サムスン重工業とともに締結。しかし、新型コロナウイルス感染拡大に伴う景気減速の影響で本契約は先送りされた。
2022年9月、韓国産業銀行は新たな売却先として、ハンファグループと条件付き投資合意書を締結したと発表した。

### 年表
- 1973年 - 玉浦造船所の起工式。
- 1978年 - 大宇造船重工業機械株式会社（DSHM）を設立。
- 1979年 - 初のケミカル船を建造。
- 1983年 - 第2ドックの建設。
- 1984年 - 船舶海洋技術研究所を設立。
- 1994年 - 大宇重工業と合併。
- 2000年 - 大宇重工業と分離し大宇造船工業を設立。
- 2002年 - 大宇造船海洋（DSME）に社名変更。
- 2009年 - 玉浦造船所に世界最大級のフローティングドックが完工する。
- 2022年 - ハンファグループ、当社の有力株主と会社の株式の主要を同グループに譲渡することで合意。
- 2023年 - ハンファグループが買収を完了し、ハンファオーシャンに社名変更、同グループの所属になった。
- 2024年 - ハンファシステムとともに、アメリカのフィリー造船所（フィラデルフィア市）を買収。買収代金は1億ドル[10]。

## 建造実績
商船・工場生産
- 1993年 - 世界ランキング1位。
- 2001年 - LNG船の受注世界1位。
- 2003年 - 世界最大級の半潜水型海洋掘削装置の建造を開始。
- 2004年 - 世界最大級の石油プラットフォームを建造。
- 2004年 - ロイズから「世界最高の造船会社」と評価される。
- 2005年 - 世界初のLNG-RV船が進水。
- 2007年 - 世界最大級の浮遊式生産貯蔵出荷設備の建造を開始。
- 2007年 - 世界初のL-LNG船（210,000立方メートル越え）が進水。
- 2008年 - VLCCが進水。

海軍艦艇
- 1992年から2001年 - 209型潜水艦（張保皐級潜水艦）を9隻。
- 1996年から1998年 - KDX-Iを3隻（大宇重工業玉浦造船所）。
- 2002年から2006年 - KDX-IIを3隻。
- 2007年 - 次期国産3,500トン潜水艦の基本設計を受注。
- 2008年 - KDX-III2番艦DDG-991 栗谷李珥。
- 2009年 - 214型潜水艦4番艦SS 076。
- 2011年 - インドネシア海軍向けナーガパーシャ級潜水艦３隻を受注。[11]
- 2012年 - イギリス海軍向けタイド型給油艦4隻の建造を受注[12][13]。
- 2018年 - 韓国海軍初の攻撃型潜水艦島山安昌浩が進水[14]。

## 不正
2009年9月25日、大韓民国検察庁ソウル中央地方検察庁特捜1部は工業単価の隠匿の疑いで、大宇造船海洋の常務に対して拘束令状を請求した。
これに先立ち同年7月にはソウルの本社と慶尚南道巨済市に所在する玉浦造船所に家宅捜索を実施している。また、検察は2008年6月に業者に6億ウォンの便宜供与した疑いで、この会社の専務を拘束起訴した。
2015年7月14日、大宇造船海洋が海洋プラント事業でおよそ2兆ウォンに上る累積損失を出しながらその事実を公表していなかったことが明らかになった。これにより大宇造船海洋の2015年第2四半期の営業損失が3兆ウォン規模にまで膨らむ可能性があると報じられた。

## 公的資金投入への批判
韓国政府は、2015年以降、大宇造船海洋の経営を改善するために7.1兆ウォン超の公的資金を注入している。2015年11月に開催された経済協力開発機構造船専門委員会では、EUと日本が大宇造船海洋への公的資金投入は世界貿易機関の規定に違反するものとして抗議を行った。また2018年6月には、日本が世界貿易機関に韓国を提訴する準備を進めていることが報道された。

## 国内の競合他社
- HD現代重工業
- サムスン重工業
- 現代三湖重工業
- STX造船海洋
- HJ重工業
- 城東造船海洋